# جيفري كلارك
جيفري بوسيرت كلارك (من مواليد 17 أبريل 1967) هو محامٍ أمريكي كان مساعدًا للنائب العام لقسم البيئة والموارد الطبيعية من عام 2018 إلى عام 2021. وفي سبتمبر 2020، تم تعيينه أيضًا رئيسًا بالإنابة لقسم الشؤون المدنية. في عامي 2020 و2021، زُعم أن كلارك ساعد الرئيس آنذاك دونالد ترامب في محاولة قلب الانتخابات الرئاسية لعام 2020. تمت مراجعة تصرفات كلارك في هذا المسعى من قبل نقابة المحامين في مقاطعة كولومبيا - الكيان المخول قانونًا بملاحقة تأديب المحامين وشطبهم من نقابة المحامين في مقاطعة كولومبيا - والتي أوصت بالانضباط لمحكمة استئناف مقاطعة كولومبيا في يوليو 2022، وفي أغسطس 2024 أوصت هيئة المسؤولية المهنية بتعليق ترخيصه القانوني لمدة عامين. تم التعرف عليه باعتباره متآمرًا غير متهم في الملاحقة القضائية الفيدرالية لدونالد ترامب بشأن محاولات قلب انتخابات عام 2020. في 14 أغسطس 2023، تم توجيه الاتهام إليه مع 18 شخصًا آخر في الادعاء المتعلق بانتخابات عام 2020 في جورجيا.
جيفري بوسيرت كلارك (من مواليد 17 أبريل 1967)  هو محامٍ أمريكي كان مساعدًا للنائب العام لقسم البيئة والموارد الطبيعية من عام 2018 إلى عام 2021. وفي سبتمبر 2020، تم تعيينه أيضًا رئيسًا بالإنابة لقسم الشؤون المدنية . في عامي 2020 و2021، زُعم أن كلارك ساعد الرئيس آنذاك دونالد ترامب في محاولة قلب الانتخابات الرئاسية لعام 2020 . تمت مراجعة تصرفات كلارك في هذا المسعى من قبل نقابة المحامين في مقاطعة كولومبيا - الكيان المخول قانونًا بملاحقة تأديب المحامين وشطبهم من نقابة المحامين في مقاطعة كولومبيا - والتي أوصت بالانضباط لمحكمة استئناف مقاطعة كولومبيا في يوليو 2022، وفي أغسطس 2024 أوصت هيئة المسؤولية المهنية بتعليق ترخيصه القانوني لمدة عامين. تم التعرف عليه باعتباره متآمرًا غير متهم في الملاحقة القضائية الفيدرالية لدونالد ترامب بشأن محاولات قلب انتخابات عام 2020. في 14 أغسطس 2023، تم توجيه الاتهام إليه مع 18 شخصًا آخر في الادعاء المتعلق بانتخابات عام 2020 في جورجيا.
بعد نهاية إدارة ترامب، تم تعيين كلارك لفترة وجيزة رئيسًا لقسم التقاضي ومديرًا للاستراتيجية في تحالف الحريات المدنية الجديد المحافظ الليبرالي. في الأول من ديسمبر 2021، صوتت لجنة مجلس النواب المعنية بهجوم السادس من يناير على التوصية بتوجيه تهمة ازدراء الكونجرس إلى كلارك بعد رفضه الامتثال لاستدعاء قضائي.
اعتبارًا من يونيو 2022، كان كلارك يعمل كزميل أول ومدير التقاضي في مركز تجديد أمريكا، وهو مركز أبحاث محافظ أسسه صديقه راسل فوت، المدير السابق لمكتب الإدارة والميزانية.

## الحياة المبكرة والمهنة
وُلِد كلارك في 17 أبريل 1967 في فيلادلفيا، بنسلفانيا. تخرج من مدرسة الأب جادج الثانوية في منطقة هولمزبرج في شمال شرق فيلادلفيا. كان عضواً في فريق المناظرة البرلمانية في كلية هارفارد، حيث حصل على درجة البكالوريوس في الاقتصاد والتاريخ في عام 1989. حصل على درجة الماجستير في الشؤون الحضرية والسياسات العامة من جامعة ديلاوير في عام 1993، ودكتوراه في القانون من مركز القانون بجامعة جورج تاون في عام 1995.
بعد تخرجه من كلية الحقوق، عمل كلارك كاتبًا لدى القاضي داني جيه بوغز في محكمة الاستئناف الأمريكية للدائرة السادسة (سينسيناتي، أوهايو).
انضم كلارك إلى شركة كيركلاند وإيليس كمحامي خلال الفترة 1996-2001 و2005-2018. خلال الفترة 2001-2005، خدم في إدارة جورج دبليو بوش بصفته نائب مساعد المدعي العام لقسم البيئة والموارد الطبيعية في وزارة العدل. في شركة كيركلاند آند إليس، مثل كلارك غرفة التجارة الأمريكية في الدعاوى القضائية التي تطعن في سلطة الحكومة الفيدرالية في تنظيم انبعاثات الكربون و"نتائج الخطر" التي توصلت إليها وكالة حماية البيئة، كما كان أيضًا جزءًا من الفريق الذي يمثل شركة بي بي في الدعاوى القضائية المتعلقة بتسرب النفط في ديب ووتر هورايزون عام 2010.
من عام 2012 إلى عام 2015، كان عضوًا في المجلس الحاكم لقسم القانون الإداري في نقابة المحامين الأمريكية. وهو أيضًا عضو في الجمعية الفيدرالية.

## مساعد النائب العام
في يونيو 2017، رشح الرئيس دونالد ترامب كلارك ليصبح مساعد المدعي العام للولايات المتحدة لشؤون البيئة والموارد الطبيعية. وقد أكد مجلس الشيوخ تعيينه في 11 أكتوبر 2018. داخل القسم، اكتسب كلارك "سمعة طيبة في دفع المبادئ القانونية المحافظة العدوانية واتباع نهج عملي نال استحسان بعض الزملاء ولكنه غالبًا ما أحبط المحامين المحترفين في فريقه".
كان كلارك يعارض تنظيم الغازات المسببة للاحتباس الحراري. في عام 2010، وصف جهود الولايات المتحدة لتنظيم الغازات المسببة للانحباس الحراري العالمي بأنها "تذكرنا بنوع من البرامج اللينينية من عشرينيات القرن العشرين للسيطرة على مفاصل الاقتصاد".
بينما كان مساعد المدعي العام كلارك يحاول تأخير وزارة العدل في السعي إلى توجيه اتهامات جنائية ومدنية ضد شركة تشغيل خطوط الأنابيب في ولاية داكوتا الشمالية Summit Midstream Partners لدورها في أكبر تسرب داخلي على الإطلاق لمياه الصرف الصحي الناتجة عن حفر النفط. وقد أدت محاولات كلارك لتأخير القضية إلى دفع المدعين العامين تحت إشرافه إلى الذهاب مباشرة إلى نائب المدعي العام جيفري روزن، حيث زعم المدعون العامون أن مبرر كلارك لتأخير القضية يتعارض مع "عقود من أحكام القضاء". وفي نهاية المطاف، واصلت وزارة العدل النظر في القضية، التي أصبحت واحدة من أكبر قضايا تلوث المياه في تاريخ الولايات المتحدة. أقرت شركة Summit Midstream Partners في النهاية بالذنب وتكبدت غرامة قدرها 36.3مليون دولار في العقوبات المدنية.

#### القائم بأعمال مساعد النائب العام للقسم المدني
في سبتمبر 2020، تم تعيينه أيضًا رئيسًا بالإنابة لقسم الشؤون المدنية بوزارة العدل بدعم من نائب المدعي العام جيفري أ. روزن. بعد أن أصبح رئيسًا بالإنابة للقسم المدني، حاول كلارك دون جدوى إدراج الحكومة في الدعاوى القضائية المتعلقة بالتشهير ضد ترامب من قبل إي. جين كارول ، التي اتهمت ترامب باغتصابها، وضد صديق سابق للسيدة الأولى ميلانيا ترامب.

#### محاولات لقلب نتائج الانتخابات الرئاسية 2020
في أواخر ديسمبر 2020 وأوائل يناير 2021، حاول كلارك دون جدوى إقناع وزارة العدل بدعم محاولات ترامب لإلغاء نتائج الانتخابات الرئاسية لعام 2020. بعد فوز جو بايدن بالانتخابات الرئاسية لعام 2020، رفض ترامب الاعتراف بالهزيمة وسعى جاهدا إلى إلغاء فوز بايدن، مقدما ادعاءات كاذبة حول تزوير الانتخابات. وأصبح كلارك حليفًا لترامب في محاولته لقلب نتائج الانتخابات. تم تقديم كلارك إلى ترامب من قبل عضو الكونجرس الجمهوري سكوت بيري. في أواخر ديسمبر 2020، حث كلارك القائم بأعمال المدعي العام جيفري روزن ، ونائبه ريتشارد دونوهيو ، وغيرهما من كبار المسؤولين في وزارة العدل على جعل الوزارة تعلن أنها تحقق في قضايا احتيال انتخابية خطيرة. لقد رفضوا الاقتراح؛ فقد قاوم روزن وسلفه ويليام بار ضغوط ترامب للتدخل في نتائج الانتخابات أو إثارة الشكوك حولها.
في 28 ديسمبر 2020، أرسل كلارك بالبريد الإلكتروني إلى روزن ودونوجيو مسودة خطاب، والتي ورد أنه ناقشها مع بيري، وطلب منهما التوقيع عليها. كانت الرسالة قد أُرسلت عبر البريد الإلكتروني إلى كلارك قبل عشرين دقيقة بواسطة كين كلوكوفسكي، المستشار القانوني الكبير لكلارك والمحلل القانوني السابق في بريتبارت نيوز، وكان كلوكوفسكي قد شارك في تأليف كتاب صدر عام 2010 بعنوان "المخطط: خطة أوباما لتقويض الدستور وبناء رئاسة إمبراطورية".
وكان مشروع الرسالة موجها إلى المسؤولين في ولاية جورجيا، وجاء فيه أن وزارة العدل لديها أدلة أثارت "مخاوف كبيرة" بشأن نتائج الانتخابات في ولايات متعددة، وهو ما يتناقض مع ما أعلنه بار علناً قبل أسابيع. واقترحت الرسالة أن يدعو المجلس التشريعي في جورجيا "إلى عقد جلسة خاصة لغرض محدود يتمثل في النظر في القضايا المتعلقة بتعيين الناخبين الرئاسيين". رفض كل من روزن ودونوغو التوقيع على الرسالة، ولم يتم إرسالها أبدًا.
في أوائل يناير/كانون الثاني 2021، طعن كلارك في إفادة استخباراتية تلقاها كبار المسؤولين في وزارة العدل من مدير الاستخبارات الوطنية جون راتكليف، والتي خلصت إلى عدم وجود دليل على تدخل قوى أجنبية في آلات التصويت. وزعم أن محللي مجتمع الاستخبارات كانوا يحجبون المعلومات، قائلاً إنه سمع أن "آلة دومينيون تمكنت من الوصول إلى الإنترنت من خلال منظم حرارة ذكي مع مسار اتصال بالإنترنت يؤدي إلى الصين".

###### محاولة تعيينه قائما بأعمال النائب العام
وفي يناير/كانون الثاني أيضًا، فكر ترامب في استبدال روزن بكلارك، لأنه شعر بخيبة أمل لأن روزن لم يدعم مزاعمه غير المدعومة بالتزوير، في حين عمل كلارك على طرق لإثارة الشكوك حول نتائج الانتخابات أو حتى إلغائها. وتوقع ترامب أنه إذا أصبح كلارك قائما بأعمال النائب العام، فسوف يعكس قرارات النواب العامين السابقين ويعلن علناً أن وزارة العدل لديها مخاوف جدية بشأن نتائج الانتخابات. على وجه الخصوص، سيفتح تحقيقًا في تزوير الانتخابات المزعوم الذي شوه انتخابات جورجيا، والتي ستجبر نتائجها مسؤولي جورجيا على إلغاء فوز بايدن في تلك الولاية. وعندما أخبر كلارك روزن أن ترامب ينوي تعيينه ليحل محل روزن، وافق كبار القادة المتبقون في الوزارة - بما في ذلك دونوهيو ومساعد المدعي العام لمكتب المستشار القانوني ستيفن إنجل - على أنهم سوف يستقيلون جميعا إذا تمت إزالة روزن. وبعد أن قدم روزن وكلارك حججهما لترامب في اجتماع بالبيت الأبيض، قرر ترامب عدم متابعة هذا الخيار.
ونفى كلارك أن يكون قد خطط لاستبدال روزن، الذي كان مرشدًا لكلارك عندما كانا يعملان معًا في شركة كيركلاند آند إليس للمحاماة، أو أنه أوصى بأي إجراء بناءً على مواد غير دقيقة. وأضاف أنه لا يستطيع مناقشة أي محادثات أجراها مع ترامب أو مع محامي وزارة العدل بسبب الامتياز القانوني. وأشار كلارك أيضًا إلى أنه كان الموقع الرئيسي على رسالة وزارة العدل المعارضة للادعاء بأن نائب الرئيس مايك بنس لديه سلطة رفض الأصوات الانتخابية لبايدن عندما اجتمع الكونجرس للمصادقة على النتيجة.
لقد قوبل تعاون كلارك المزعوم مع ترامب لإزالة روزن واستخدام سلطة وزارة العدل لتغيير نتائج الانتخابات في جورجيا بالدهشة من قبل العديد من أصدقاء كلارك وزملائه ومعارفه، الذين كانوا ينظرون إليه سابقًا باعتباره "محاميًا مؤسسيًا" وليس جزءًا من "الفصيل الترامبي في الحزب".
في 14 ديسمبر 2021، أصدرت لجنة مجلس النواب الخاصة بهجوم 6 يناير محتويات رسالة نصية مؤرخة يوم الأحد 3 يناير من شخص مجهول إلى رئيس موظفي البيت الأبيض مارك ميدوز والتي جاء فيها: "سمعت أن جيف كلارك سيتولى منصبه يوم الاثنين. هذا أمر مذهل. سوف يسعد الكثير من الوطنيين وأنا شخصيًا فخور جدًا لأنك على رأس الحربة ويمكنني أن أسميك صديقًا".

#### الاستقالة والتحقيق
استقال كلارك من وزارة العدل في 14 يناير 2021. في 25 يناير 2021، أطلق مكتب المفتش العام لوزارة العدل، مايكل إي هورويتز، "تحقيقًا فيما إذا كان أي مسؤول سابق أو حالي في وزارة العدل متورطًا في محاولة غير لائقة لجعل وزارة العدل تسعى إلى تغيير نتيجة الانتخابات الرئاسية لعام 2020". في أوائل أغسطس، أخبر روزن ودونوغو المفتش العام وأعضاء لجنة القضاء بمجلس الشيوخ أن كلارك ساعد ترامب في محاولة تقويض الانتخابات.
في أكتوبر 2021، تم رفع شكوى أخلاقية ضد كلارك، فيما يتعلق بسلوكه عند محاولته إلغاء انتخابات 2020، إلى محكمة استئناف مقاطعة كولومبيا.
في 7 أكتوبر 2021، أصدرت لجنة القضاء بمجلس الشيوخ شهادة جديدة وتقريرًا للموظفين. "إنهم يكشفون أننا كنا على بعد نصف خطوة فقط من أزمة دستورية كاملة حيث هدد الرئيس دونالد ترامب والموالون له بالاستيلاء على وزارة العدل. كما يكشفون كيف أصبح مساعد المدعي العام السابق بالوكالة في القسم المدني جيفري كلارك محامي ترامب الكبير ، حيث ضغط على زملائه في وزارة العدل لإجبارهم على إلغاء انتخابات 2020."
في 13 أكتوبر 2021، استدعت لجنة مجلس النواب الأمريكي للتحقيق في هجوم 6 يناير على مبنى الكونجرس الأمريكي كلارك للإدلاء بشهادته وتقديم الوثائق. في الأول من ديسمبر 2021، صوتت اللجنة على التوصية بتوجيه اتهامات جنائية بازدراء الكونجرس ضد كلارك. في 2 فبراير 2022، أثناء مثوله أمام اللجنة، رفض الإجابة على أي أسئلة جوهرية، مؤكدًا حقه في عدم تجريم نفسه أكثر من 100 مرة.
في 22 يونيو 2022، قام المحققون الفيدراليون بتفتيش منزل كلارك لكنهم لم يكشفوا على الفور عن تفاصيل الوكالة التي أجرت التفتيش أو ما كانوا يبحثون عنه. وفقًا لرئيس كلارك في مركز تجديد أمريكا، راسل فوغت: "قام مسؤولو إنفاذ القانون بوزارة العدل ... بوضعه في الشوارع مرتديًا بيجامته، وأخذوا أجهزته الإلكترونية".  جاءت عملية التفتيش قبل يوم واحد من عقد لجنة مجلس النواب الخاصة بهجوم السادس من يناير جلسة استماع متلفزة تناولت الدور المزعوم لكلارك في محاولات قلب الانتخابات الرئاسية الأمريكية لعام 2020. 
وذكرت صحيفة ميديا ماترز في اليوم التالي أن كلارك روّج في مايو/أيار 2022 لفيلم دينيش ديسوزا المثير للجدل 2000 Mules بينما كان يسخر من أستاذ القانون ستيف فلاديك ومحامي الانتخابات الديمقراطي مارك إلياس على تويتر . سأل إلياس، الذي أحبط كل الدعاوى القضائية التي رفعها فريق ترامب القانوني بعد الانتخابات ، "هل كنت جزءًا من العملية الضخمة متعددة الولايات التي تم الكشف عنها #TrueTheVote ؟" 
في 22 يوليو 2022، اتُهم كلارك بانتهاك قواعد الأخلاقيات من قبل مكتب المستشار التأديبي لنقابة المحامين في مقاطعة كولومبيا، والذي رفع ضده اتهامات أخلاقية بسبب التدخل المزعوم في إدارة العدالة فيما يتعلق بجهوده المزعومة لإبقاء ترامب في السلطة.  وأشارت شكوى المستشار التأديبي إلى أن القائم بأعمال المدعي العام الأمريكي جيفري أ. روزن والقائم بأعمال نائب المدعي العام الأمريكي ريتشارد ب. دونوهيو أبلغا كلارك عدة مرات بأنه لا يوجد دليل يدعم مزاعم كلارك بشأن تزوير الانتخابات. ورغم ذلك، وجه كلارك كينيث كلوكوفسكي، الذي انضم إلى وزارة العدل بعد الانتخابات الرئاسية لعام 2020، لإجراء أبحاث بشأن تقديم الناخبين غير المصرح لهم إلى الكونجرس. وبحسب الشكوى، تم استخدام هذا البحث بعد ذلك من قبل كلارك لصياغة خطاب "إثبات المفهوم" إلى مسؤولي الانتخابات في جورجيا، والذي تضمن العديد من البيانات الكاذبة أو المضللة، بما في ذلك أن نتائج الانتخابات في الولاية كانت مزورة وأن الهيئة التشريعية للولاية بحاجة إلى عقد جلسة خاصة. في أبريل 2024، أوصى المستشار التأديبي بشطب كلارك من نقابة المحامين.
في أغسطس 2023، تم توجيه الاتهام إلى كلارك مع 18 شخصًا آخر في قضية ابتزاز الانتخابات في جورجيا ، فيما يتعلق بجهود دونالد ترامب لقلب الانتخابات الرئاسية لعام 2020. وبحسب لائحة الاتهام، زعم كلارك أن نائب مستشار البيت الأبيض حذره من أنه في حالة رفض ترامب ترك منصبه، فسوف تكون هناك "أعمال شغب في كل مدينة رئيسية في الولايات المتحدة". على الرغم من عدم تحديد هويته بالاسم، فقد تم تحديد أنه كان "المتآمر رقم 4" غير المتهم في المحاكمة الفيدرالية لدونالد ترامب بشأن محاولات قلب انتخابات عام 2020. وقيل إن كلارك رد قائلاً: "لهذا السبب يوجد قانون التمرد". وفي أعقاب قضية ترامب ضد الولايات المتحدة ، أزالت وزارة العدل كلارك من لائحة الاتهام الفيدرالية.

## مهنة لاحقة
في أغسطس 2021، تم تعيين كلارك رئيسًا للتقاضي ومديرًا للاستراتيجية في تحالف الحريات المدنية الجديد (NCLA)، وهي منظمة غير ربحية 501 (ج) 3 تصف نفسها بأنها منظمة حقوق مدنية غير حزبية وغير ربحية وهدفها "حماية الحريات الدستورية من الانتهاكات من قبل الدولة الإدارية". منذ تأسيسها في عام 2017، بحلول عام 2023، تلقت NCLA، وهي عضو في شبكة سياسة الدولة، من بين آخرين، 3.6 مليار دولار. مليون دولار من مؤسسة تشارلز كوش. يركز عمل المنظمة حاليًا على معارضة أوامر اللقاح وغيرها من اللوائح والأوامر المتعلقة بـ COVID-19. في أكتوبر/تشرين الأول، وبعد أن تلقى كلارك استدعاءً من الكونجرس بشأن مشاركته في هجوم السادس من يناير/كانون الثاني على الكابيتول، اختفى اسمه من موقع الرابطة الوطنية لرجال القانون، على الرغم من استعادته في وقت توجيه الاتهام إليه.
واصل كلارك لاحقًا العمل ليصبح زميلًا أول ومديرًا للتقاضي في مركز تجديد أمريكا، وهو مركز أبحاث محافظ يركز على مكافحة نظرية العرق الحرجة التي أسسها مدير مكتب الإدارة والميزانية التابع لترامب وصديق كلارك راسل فوغت.
في 14 أغسطس 2023، وجهت هيئة محلفين كبرى في مقاطعة فولتون بولاية جورجيا اتهامات إلى كلارك، إلى جانب 18 من المتهمين الآخرين، بتهمة انتهاك قانون ريكو في جورجيا المتعلق بمحاولات قلب نتائج الانتخابات الرئاسية لعام 2020. سلم كلارك نفسه إلى سجن مقاطعة فولتون في 25 أغسطس. في 5 سبتمبر 2023، تنازل كلارك، إلى جانب المتهمين الآخرين مارك ميدوز وجون إيستمان، عن توجيه الاتهام إليه وقدم إقرارًا مكتوبًا بعدم الذنب.